# Het principe van Heisenberg
Het principe van Heisenberg is het 28ste stripalbum uit de reeks Lefranc, bedacht door Jacques Martin, geschreven door François Corteggiani en getekend door Christophe Alvès. De inkleuring werd verzorgd door Bonaventure.
De eerste publicatie was ook meteen het eerste album. Het album werd op 15 november 2017 uitgegeven door uitgeverij Casterman als softcover met nummer 28 in de serie Lefranc. Het album kent in ieder geval herdruk in 2018, omdat bij de eerste druk niet de juiste namen op de kaft stonden; genoemd werden namelijk Régric en R. Seiter.
De recensies zijn wisselend. De ene vindt het tekenwerk prima net als het verhaal, al wordt de autorit door Frankrijk, die een aantal pagina's in beslag neemt, als een spanningsbreker gezien die weinig toevoegt aan het verhaal. De ander vindt het tekenwerk op zijn hoogst adequaat en het verhaal helemaal niets.

## Het verhaal
Het verhaal speelt in de jaren vijftig van de 20e eeuw en begint met een drievoudige moord waar de indruk wordt gewekt dat een sadist de moorden heeft gepleegd. Journalist Guy Lefranc wil de moorden onderzoeken, mede op verzoek van inspecteur Renard, die in die regio bij zijn nicht op vakantie is.
Lefranc rijdt naar Saint-Geniez-d'Olt en hoort dat een van de doden een stuk steen in zijn hand had. Dit blijkt monaziet te zijn, waaruit thorium gewonnen wordt. Lefranc komt dan het verhaal van atoomgeleerde Edmond Lazare te weten, die de Franse regering wilde overhalen een kerncentrale te bouwen die op thorium werkt. Een oude zilvermijn in de nabijheid bleek rijk te zijn aan monaziet. De regering wees zijn voorstel af en Lazare verdween. In de kwantummechanica is het principe van Heisenberg een onzekerheidsrelatie: door iets te observeren verander je de realiteit van het geobserveerde.
Lefranc komt Lazare op het spoor. Deze bekent hem dat hij zijn werk wil laten voortleven en daarvoor contact zocht met de communistische DDR. Twee van de vermoorde mensen waren zijn contactpersonen, spionnen uit de DDR. De derde was een Franse geheim agent. Een tweede Franse geheim agent zoekt hem nog. Bij een bezoek aan de oude zilvermijn duikt deze op en schiet Lazare dood. Lefranc kan op het nippertje ontsnappen van een instorting veroorzaakt door de geheim agent. Lefranc en Renard weten de verblijfplaats van de geheim agent op te sporen en confronteren hem. In het daaropvolgende gevecht komt de geheim agent om het leven.